# Beylerli, Kabataş
Beylerli là một xã thuộc huyện Kabataş, tỉnh Ordu, Thổ Nhĩ Kỳ. Dân số thời điểm năm 2010 là 884 người.